# Коган, Кевин
Ке́вин Ко́ган (англ. Kevin Cogan, 31 марта 1956 года, Калвер-сити, штат Калифорния, США) — американский автогонщик, участник чемпионата мира по автогонкам в классе Формула-1 и серии CART.

## Биография
В конце 1970-х годов участвовал в чемпионате Формулы-Атлантик. В 1980-81 годах дважды предпринимал попытки стартовать в чемпионате мира Формулы-1 на североамериканских этапах первенства, но оба раза не прошёл квалификацию. С 1981 года соревновался в серии CART. В 1982 году завоевал второе место на старте гонки «Инди 500», но на прогревочном круге потерял контроль над машиной и вылетел с трассы, попутно выбив из гонки автомобиль Марио Андретти. Выступал в CART до 1993 года, одержал за время выступлений одну победу в 1986 году и одно второе место в «Инди 500» того же года. По окончании сезона 1993 года завершил гоночную карьеру.

## Результаты гонок в Формуле-1
| Легенда к таблице |                                                                    |
| --- | ------------------------------------------------------------------ |
| В таблице перечислены результаты всех Гран-при Формулы-1, в которых принимал участие гонщик. Строками таблицы являются сезоны, столбцами — этапы чемпионата мира. В каждой клетке указаны сокращённое название этапа и результат, дополнительно обозначенный цветом. Расшифровка обозначений и цветов представлена в нижеследующей таблице. |                                                                    |
| \| Пример \| Описание \| \| ------------ \| ------------------------------------------------------------------ \| \| 1 \| Победитель \| \| 2 \| Второе место \| \| 3 \| Третье место \| \| 5 \| Финишировал, заработав очки \| \| Сход \| Не финишировал, но при этом заработал очки \| \| 12 \| Финишировал, не получив очков \| \| НКЛ \| Финишировал, но не попал в финальную классификацию \| \| 15 \| Участвовал вне зачёта, либо по отдельной классификации \| \| 18 \| Не финишировал, но попал в финальную классификацию \| \| Сход \| Не финишировал \| \| НКВ \| Не прошёл квалификацию \| \| НПКВ \| Не прошёл предквалификацию \| \| ДСК \| Дисквалифицирован \| \| ИСК \| Исключён из протокола соревнований \| \| ТТ \| Заявлен для участия только в тренировках \| \| НС \| Участвовал в квалификации, но не стартовал в гонке \| \| Т \| Травмирован или болен \| \| ОТК \| Отказ от участия \| \| НТР \| Прибыл на соревнования, но на трассу не выезжал \| \| НПР \| Был заявлен в числе участников, но не прибыл к началу соревнований \| \| О \| Соревнования отменены \| \| \| Не участвовал \| \| Поул-позиция \| \| \| Быстрый круг \| \| |                                                                    |
| Пример | Описание                                                           |
| 1 | Победитель                                                         |
| 2 | Второе место                                                       |
| 3 | Третье место                                                       |
| 5 | Финишировал, заработав очки                                        |
| Сход | Не финишировал, но при этом заработал очки                         |
| 12 | Финишировал, не получив очков                                      |
| НКЛ | Финишировал, но не попал в финальную классификацию                 |
| 15 | Участвовал вне зачёта, либо по отдельной классификации             |
| 18 | Не финишировал, но попал в финальную классификацию                 |
| Сход | Не финишировал                                                     |
| НКВ | Не прошёл квалификацию                                             |
| НПКВ | Не прошёл предквалификацию                                         |
| ДСК | Дисквалифицирован                                                  |
| ИСК | Исключён из протокола соревнований                                 |
| ТТ | Заявлен для участия только в тренировках                           |
| НС | Участвовал в квалификации, но не стартовал в гонке                 |
| Т | Травмирован или болен                                              |
| ОТК | Отказ от участия                                                   |
| НТР | Прибыл на соревнования, но на трассу не выезжал                    |
| НПР | Был заявлен в числе участников, но не прибыл к началу соревнований |
| О | Соревнования отменены                                              |
| | Не участвовал                                                      |
| Поул-позиция |                                                                    |
| Быстрый круг |                                                                    |

| Сезон | Команда                    | Шасси         | Двигатель | Ш | 1       | 2   | 3   | 4   | 5   | 6   | 7   | 8   | 9   | 10  | 11  | 12  | 13      | 14  | 15  | Место | Очки |
| ----- | -------------------------- | ------------- | --------- | - | ------- | --- | --- | --- | --- | --- | --- | --- | --- | --- | --- | --- | ------- | --- | --- | ----- | ---- |
| 1980  | RAM / Rainbow Jeans Racing | Уильямс FW07B | Cosworth  | G | АРГ     | БРА | ЮАР | СШЗ | БЕЛ | МОН | ФРА | ВЕЛ | ГЕР | АВТ | НИД | ИТА | КАН НКВ | США |     | -     | 0    |
| 1981  | Тиррелл                    | Тиррелл 010   | Cosworth  | M | СШЗ НКВ | БРА | АРГ | САН | БЕЛ | МОН | ИСП | ФРА | ВЕЛ | ГЕР | АВТ | НИД | ИТА     | КАН | СИЗ | -     | 0    |

## Результаты выступлений в Инди 500
| Год  | Шасси  | Двигатель | Старт | Финиш |
| ---- | ------ | --------- | ----- | ----- |
| 1981 | Финикс | Cosworth  | 12    | 4     |
| 1982 | Пенске | Cosworth  | 2     | 30    |
| 1983 | Марч   | Cosworth  | 22    | 5     |
| 1984 | Игл    | Понтиак   | 27    | 20    |
| 1985 | Марч   | Cosworth  | 32    | 11    |
| 1986 | Марч   | Cosworth  | 6     | 2     |
| 1987 | Марч   | Шевроле   | 24    | 31    |
| 1988 | Марч   | Cosworth  | 13    | 11    |
| 1989 | Марч   | Cosworth  | 27    | 32    |
| 1990 | Пенске | Бьюик     | 15    | 9     |
| 1991 | Лола   | Бьюик     | 16    | 29    |
| 1993 | Лола   | Шевроле   | 14    | 14    |